# Dysfunkcje seksualne
Dysfunkcje seksualne – rodzaj zaburzeń na tle seksualnym polegający na nieprawidłowym przebiegu reakcji seksualnych.

## Podział dysfunkcji seksualnych

### Dysfunkcje psychogenne
Dotyczą większości przypadków; podział według ICD-10.
Dysfunkcja seksualna nie spowodowana zaburzeniem organicznym ani chorobą somatyczną F52:
- brak lub utrata potrzeb seksualnych F52.0
- awersja seksualna i brak przyjemności seksualnej F52.1
- brak reakcji genitalnej F52.2
- zaburzenia orgazmu F52.3
- wytrysk przedwczesny F52.4
- wytrysk opóźniony
- pochwica nieorganiczna F52.5
- dyspareunia nieorganiczna F52.6
- nadmierny popęd seksualny F52.7

### Dysfunkcje organiczne
Dysfunkcje seksualne organiczne związane są ze zmianami chorobowymi (ICD-10 N48.4 – impotencja z przyczyn organicznych).
Obie przyczyny – psychogenna i organiczna – mogą też współistnieć.
Dysfunkcje seksualne nie obejmują zaburzeń preferencji seksualnej (parafilii), które - podobnie jak zaburzenia psychiczne i zaburzenia zachowania związane z rozwojem i orientacją seksualną - bliższe są zaburzeniom osobowości.